# Mike Lowell
Michael Averett Lowell (San Juan (Puerto Rico), Puerto Rico, 24 de febrero de 1974), más conocido como Mike Lowell, es un exjugador profesional puertorriqueño de béisbol que se desempeñó en la posición de tercera base en las Grandes Ligas de Béisbol (MLB). Logró obtener un Guante de Oro.

## Carrera
Lowell jugó como profesional una temporada en New York Yankees (1998), después pasó a Florida Marlins (1999-2005), luego a Boston Red Sox, donde jugó cinco temporadas (2006-2010), y fue el equipo en el que se retiró.

## Premios
Fue galardonado con el Guante de Oro en una oportunidad (2005).